# Glutaraldeide
La glutaraldeide, venduta generalmente con il marchio Glutaral, è una dialdeide alifatica a basso peso molecolare idrosolubile.

## Storia
Autorizzata all'uso in campo medico degli anni '60, ad oggi è inserita nella lista dei farmaci essenziali dell'Organizzazione della Sanità, nella lista delle sostanze pericolose con restrizioni (All. XVII) in base al Regolamento dell'Unione Europea n. 1907/2006 (REACH) - a causa delle sue proprietà sensibilizzanti per l'apparato respiratorio - ed è classificata come rifiuto speciale pericoloso per rischio chimico secondo la decisione 94/3/CE (Catalogo Europeo dei Rifiuti - CER).

## Caratteristiche chimico fisiche
A temperatura ambiente si presenta come un liquido paglierino dall'odore acre solubile in acqua a pH 5-9. Le soluzioni acquose ottenute risultano stabili e scarsamente volatili.
La tensione superficiale per una soluzione di glutaraldeide allo 0,1% è pari a 68 mN/m (20 °C). Il coefficiente di ripartizione (Koc) a 20° è pari a 326, mentre la costante di Henry risulta bassa (0.011 Pa*m3/mol a 25°C).
Il composto è autoinfiammabile a una temperatura di 395°C e 1002-1006 hPa, altrimenti ignifugo e non esplosivo. Non presenta inoltre proprietà ossidanti per i metalli, ma risulta corrosivo per l'acciaio al carbonio. Non è utilizzata in associazione con solventi organici.

## Reattività
In soluzioni concentrate tende a polimerizzarsi e può reagire violentemente con ammine, forti agenti ossidanti, acidi e basi forti.
A contatto con l'aria si degrada rapidamente attraverso processi fotochimici con un'emivita pari a circa 8 ore. A contatto con l'acqua il composto viene lentamente idrolizzato, ma non soggetto a fotolisi. Non vi sono dati relativi a processi di fototrasformazione nel suolo.

## Tossicologia

### Biodegradazione
La glutarladeide è biodegradabile in diverse matrici.
Studi dimostrano che il composto presenta un'emivita pari a 10,6 ore a 25°C in acqua dolce e condizioni aerobiche, mentre in condizioni anaerobiche l'emivita si attesta a 7,7 giorni. Il composto viene pertanto considerato biodegradabile in fanghi attivi, acque dolci e sedimenti.
Nel suolo viene rapidamente degradata attraverso processi microbici in condizioni aerobiche.
Il fattore di bioconcetrazione calcolato per questa sostanza è pari a 3,16 L/kg, pertanto non è considerata come bioaccumulabile.

### Tossicità
Sono stati effettuati diversi studi tossicologici a breve e lungo termine in ambiente acquatico utilizzando un'ampia varietà di organismi a diversi livelli biologici e tutti dimostrano un'elevata tossicità. Il composto risulta inoltre tossico anche per gli organismi terrestri.
La principale via di assorbimento del composto è quella orale, mentre a livello dermico risulta limitata. Il composto è velocemente e ampiamente metabolizzato in CO2.
Studi effettuati su ratti e conigli evidenziano che la sostanza:
- è corrosiva per la pelle
- è irritante per la pelle e gli occhi
- è sensibilizzante per la pelle e l'apparato respiratorio
- è clastogenica
- è mutagenica
- non ha effetti sulla capacità riproduttiva
- non è teratogena
- non è neurotossica

### Effetti sull'uomo
Studi sulla salute dei lavoratori dimostrano che il 9% di coloro che la producono/utilizzano sviluppano l'asma. Vi sono inoltre stati casi di neoplasie maligne allo stomaco, ai polmoni e al cervello.
Si raccomanda pertanto l'utilizzo di dispositivi di protezione individuale inclusi:
- visiere e occhiali con protezioni laterali
- guanti in gomma butilica e nitrile (si sconsiglia l'uso di quelli in lattice)
- mascherine FFP1 con carbone attivo
- camice monouso in TNT

Le misure di primo soccorso includono:
- togliere immediatamente gli indumenti contaminati
- in caso di inalazione chiamare subito il medico e trasferire il paziente in luogo areato
- in caso di contatto con la pelle lavare con abbondante acqua senza strofinare
- in caso di contatto con gli occhi lavare con acqua per almeno 15 minuti e contattare immediatamente il medico
- in caso di ingestione non indurre il vomito, non somministrare bevande e andare immediatamente al pronto soccorso

I sintomi principali da esposizione alla sostanza includono:
- irritazione/ustione della pelle, degli occhi e del tratto gastrointestinale
- aumento della lacrimazione
- sensibilizzazione della pelle
- dermatite allergica
- nausea
- vomito
- ulcerazione dell'esofago
- mancanza di respiro
- ulcera gastrica
- emorragia interna
- tosse
- rinite
- edema polmonare
- broncospasmo
- asma
- mal di testa
- tachicardia
- palpitazioni
- ipotensione
- depressione del sistema nervoso centrale

## Applicazioni
La glutaraldeide è utilizzata in ambito industriale (industria conciaria e cosmetica), medico e commerciale come disinfettante, farmaco, intermedio di reazione, fissativo, e conservante. E' usata anche come protettore dei tessuti cellulari nella criogenizzazione dei corpi umani.